# Mozaika maliny

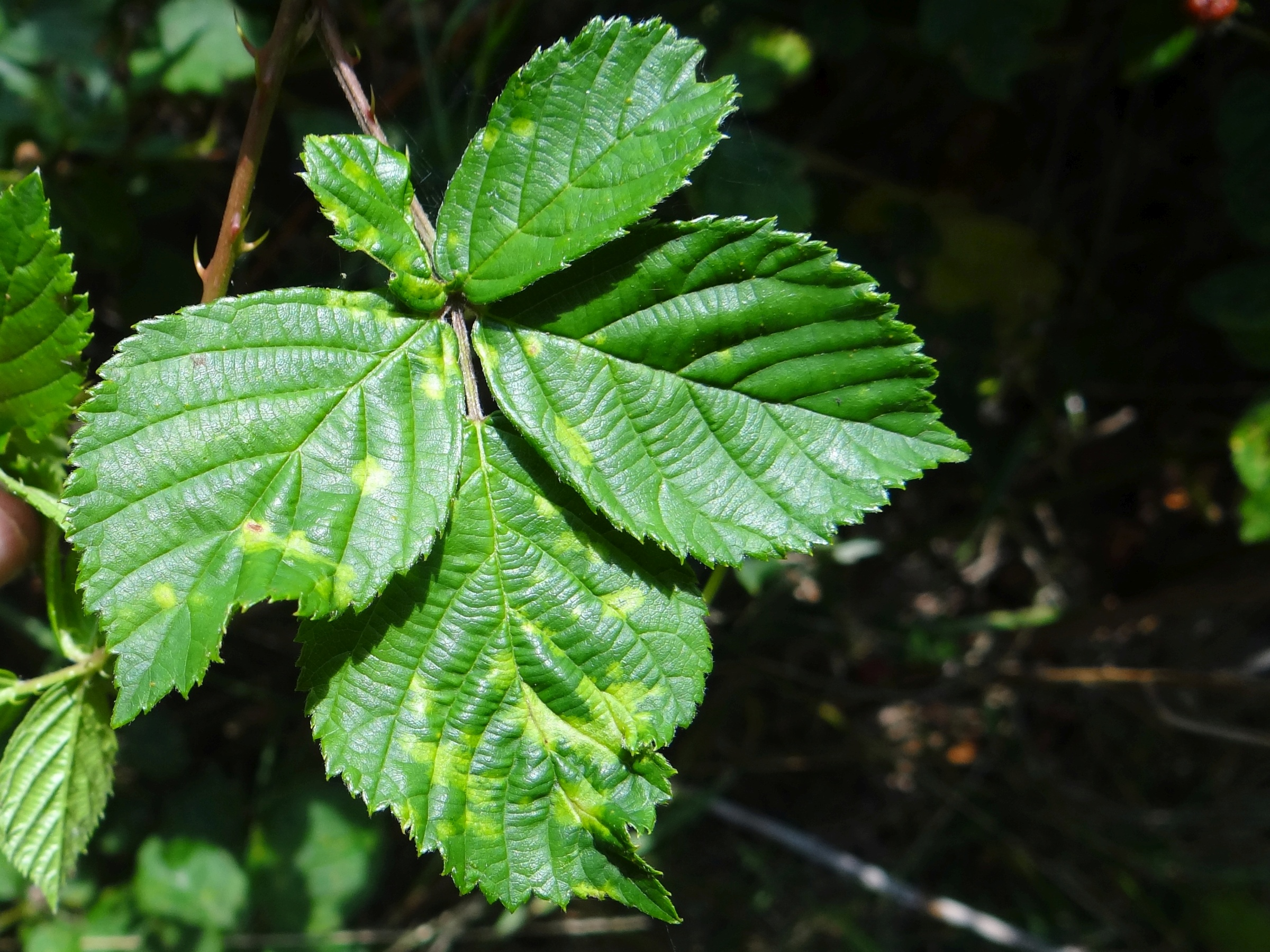

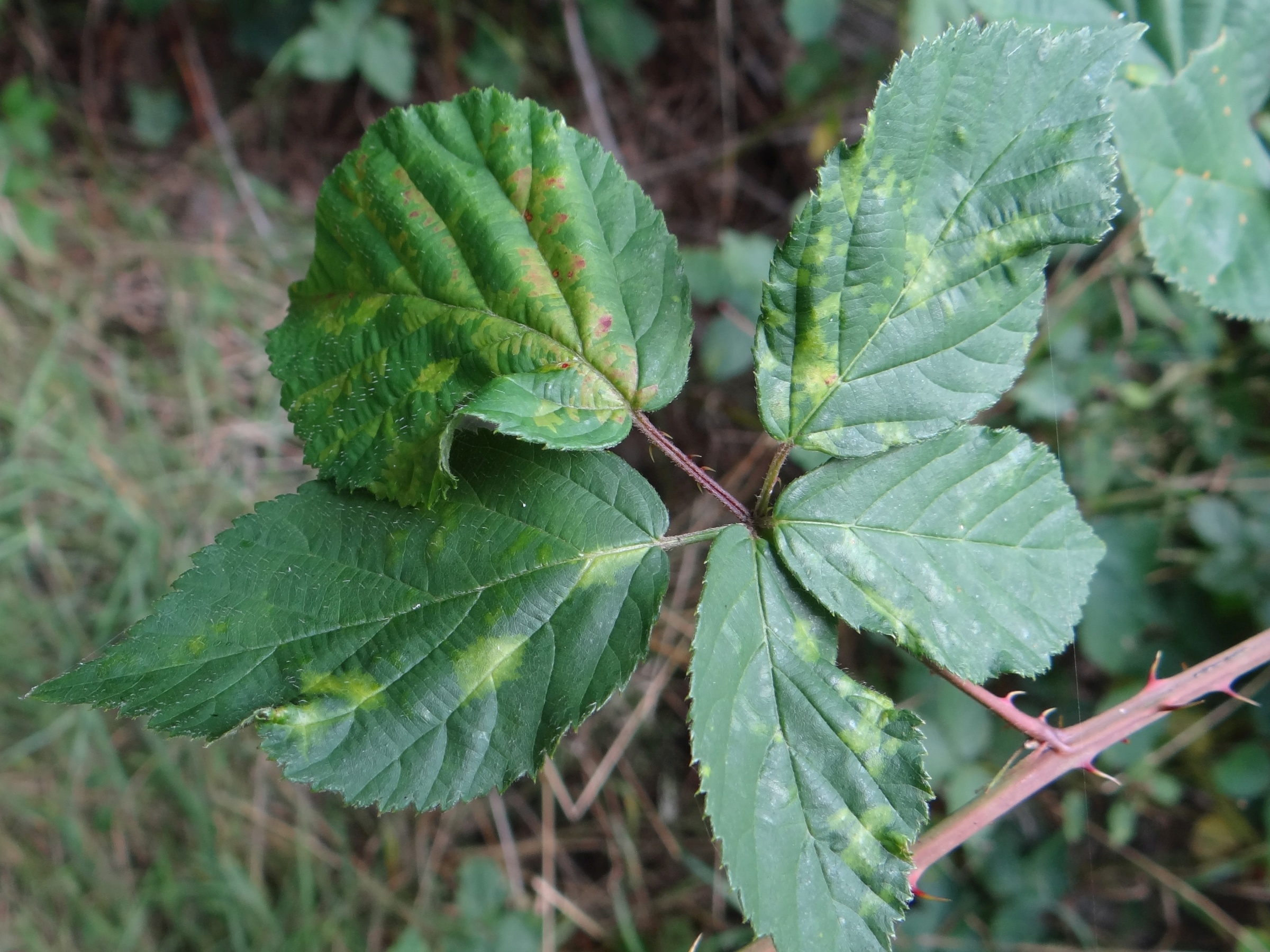

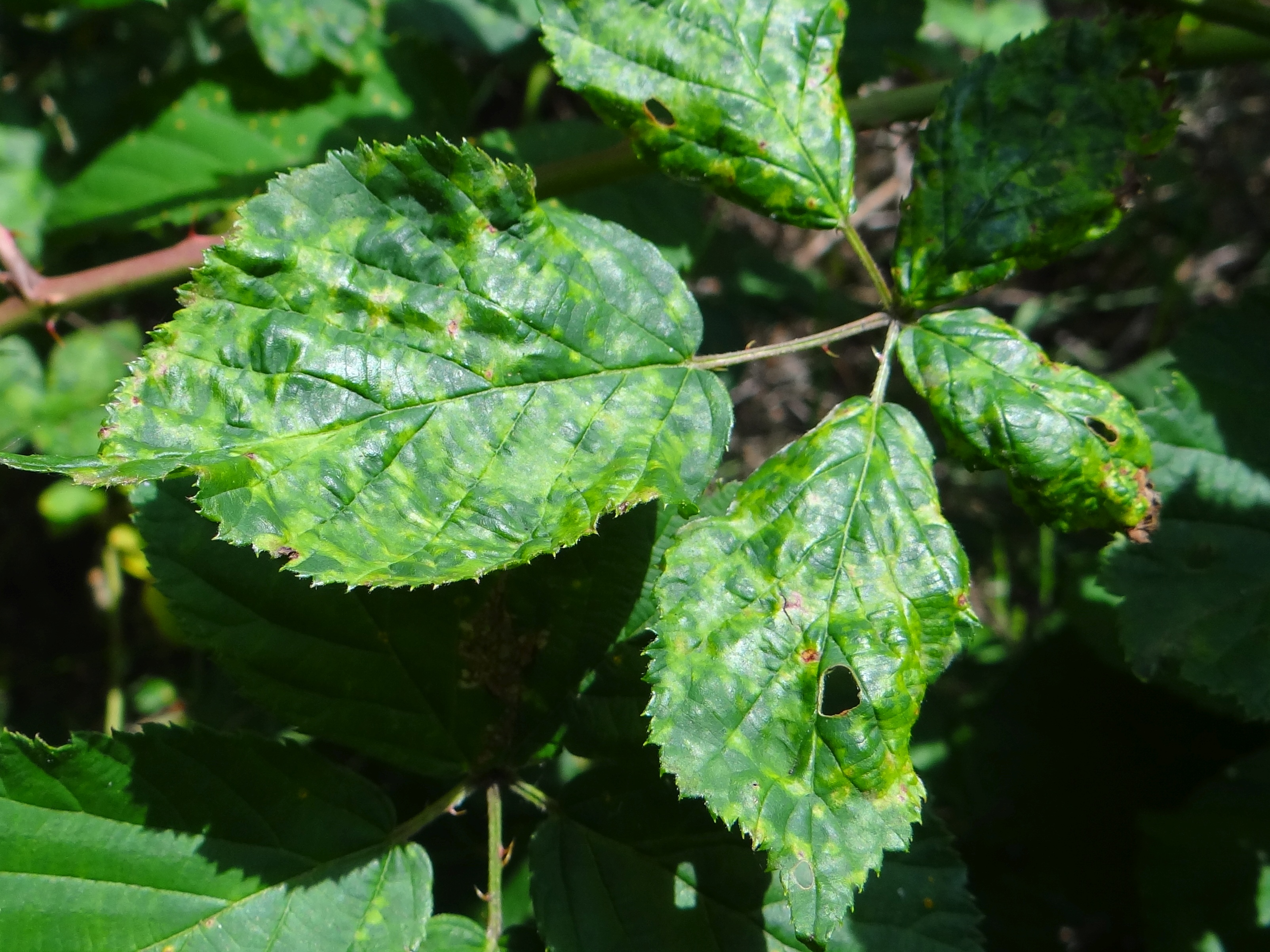

Mozaika maliny (ang. ang. Raspberry mosaic virus, Raspberry mosaic) – wirusowa choroba malin wywoływana przez trzy gatunki wirusów:
- wirus cętkowanej plamistości liści maliny (Raspberry leaf mottle virus, RLMV),
- wirus plamistości liści maliny (Raspberry leaf spot virus, RLSV),
- wirus żółtaczki nerwów maliny (Raspberry yellow net virus, RYNV)[1].

Przynależność systematyczna wirusów RLMV i RSLV nie została dotąd jednoznacznie określona i wirusy te nie są oficjalnie uznawane.

## Występowanie i szkodliwość
Mozaika maliny zalicza się do grupy mozaik i jest najwcześniej opisaną wirusową chorobą malin. Występuje we wszystkich rejonach jej uprawy. W Polsce jest jedną z najczęściej występujących wirusowych chorób malin. Porażone nią krzewy wytwarzają mniej pyłku, co skutkuje gorszą jakością owoców. Straty w plonie mogą sięgać nawet 60%. Owoce z porażonych krzewów są kruche, łatwo rozpadają się i mają gorszy smak. Krzewy tworzą także o około 5% mniej pędów. Brak odmian odpornych na tę chorobę, ale odmiany o czarnych i fioletowych owocach są bardziej na nią podatne, niż odmiany o owocach czerwonych. U odmian tych wierzchołki porażonych pędów zwijają się w dół, zmieniają barwę na czarną i zamierają.
Choroba występuje tylko u niektórych gatunków malin. Jak dotąd potwierdzono jej obecność głównie u maliny właściwej (Rubus idaeus), maliny zachodniej (Rubus occidentalis) oraz sporadycznie u Rubus procerus.

## Objawy
Na liściach porażonych malin pojawiają się chlorotyczne plamy, zwłaszcza wzdłuż nerwów. Występuje także zniekształcenie blaszki liściowej. Objawy są szczególnie dobrze widoczne są podczas chłodnej i wilgotnej pogody, natomiast w warunkach ciepłej i słonecznej pogody są słabo widoczne, a na starszych liściach mogą nawet całkowicie zanikać. Mimo okresowego zaniknięcia objawów choroba nie zanika, porażony nią pęd pozostaje trwale zakażony. Porażone pędy rozwijają się zazwyczaj nieco gorzej, są krótsze, a przy silnym porażeniu zamierają po 2–3 latach.
Podobne objawy wywołuje inna często występująca choroba – chlorozy nerwów liści maliny.

## Etiologia i epidemiologia
Wirusy wywołujące mozaikę maliny przenoszone są głównie przez mszycę malinową (Amophorophora agathonica), która żeruje na dolnej części liści w szczytowej części pędu. Może ona przenosić chorobę nawet na odległość 0,5 km. Mniejsze znaczenie odgrywają mszyce Amphorophora idaei, Amphorophora agathonica, Amphorophora rubi, Aulocorthum solani, Macrosiphum euphorbiae, Illinoia rubicola i Myzus ozatus. Choroba rozprzestrzenia się także przez rozmnażanie metodą sadzonkowania z wykorzystaniem chorych roślin.

## Ochrona
Porażonych roślin nie można już uratować. Można jedynie zapobiegać chorobie poprzez:
- produkcję sadzonek wyłącznie ze zdrowych roślin,
- zachowanie dużej odległości plantacji od dziko rosnących malin i plantacji zaniedbanych,
- staranna ochrona plantacji przed mszycami,
- lustracja plantacji i bezwzględne usuwanie roślin z najmniejszymi nawet objawami porażenia przez choroby wirusowe[1].

Wszystkie te działania tylko ograniczają rozwój choroby, nie dopuszczając do epidemii, nie są jednak w stanie całkowicie chorobę wyeliminować.